# Ophiomyia otfordensis
Ophiomyia otfordensis är en tvåvingeart som beskrevs av Spencer 1977. Ophiomyia otfordensis ingår i släktet Ophiomyia och familjen minerarflugor. Inga underarter finns listade i Catalogue of Life.